# 泗纶河
泗纶河，位于中国广东省罗定市西部，是罗定江左岸支流，发源于罗定市西南部的明直坑，东北流经湘垌水库、都门村（原都门镇）、泗纶镇和黎少镇，于黎少镇榃濮村汇入罗定江。干流全长60千米，平均比降3.29‰，流域面积464平方千米。